# Дедовички рејон
Дедовички рејон (рус. Дедовичский район) административно-територијална је јединица другог нивоа и општински рејон смештен у источном делу Псковске области, односно на западу европског дела Руске Федерације.
Административни центар рејона је варошица Дедовичи. Према проценама националне статистичке службе Русије за 2015, на територији рејона је живело 12.976 становника или у просеку око 5,93 ст/км².

## Географија
Дедовички рејон смештен је у источним деловима Псковске области. Обухвата територију површине 2.788,1 км², и по том параметру налази се на 13. месту међу 24 рејона у области. Граничи се са Дновским рејоном на северу, на северозападу и западу је Порховски, на југозападу Новоржевски, а на југу Бежанички рејон. На истоку су Подоршки и Волотовски рејон Новгородске области.
У рељефу рејона издвајају се два подручја, источни изразито равничарски део који припада периферним деловима Прииљмењске низије, и западни део у форми побрђа где се налазе источни делови Судомског побрђа, укључујући и највишу тачку побрђа гору Судому која лежи на надморској висини од 293 метра.
Готово цела рејонска територија налази се у басену Шелоња, и самим тим припада сливном подручју реке Неве. Сам Шелоњ извире у јужном делу рејона, на неких двадесетак километара јужније од Дедовича. Најважније притоке Шелоња на подручју Дедовичког рејона су Судома, Иљзна, Северка и Городјанка. Један мањи део рејонске територије на крајњем југозападу налази се у сливном подручју реке Сорот, десне притоке Великаје (и припада басену реке Нарве).
У западном брдском делу рејона налазе се бројна ледничка језера, а највећа међу њима су Ивањковско, Городновско, Сево, Узко, Дубоко и Локно,
Око трећине рејонске територије је под шумама, док су мочварна подручја најраширенија у јужним и југоисточним деловима.

## Историја
Дедовички рејон као административна општинска јединица успостављен је 1. августа 1927. године и првобитно је био део Лењинградске области. У границама Псковске области је од њеног оснивања 23. августа 1944. године. У садашњим границама је од 1958. године када му је припојена територија распуштеног Пожеревичког рејона (данас је то Пожеревичка сеоска општина).

## Демографија и административна подела
Према подацима са пописа становништва из 2010. на територији рејона је живело укупно 14.692 становника, док је према процени из 2015. ту живело 12.976 становника, или у просеку 5,93 ст/км². По броју становника Дедовички рејон се налази на 12. месту у области и његова популација чини 2,01% од укупне рејонске популације.
| 1959.  | 1970.  | 1979.  | 1989.  | 2002.  | 2010.  | 2015.   |
| ------ | ------ | ------ | ------ | ------ | ------ | ------- |
| 29.592 | 22.716 | 18.814 | 18.807 | 17.881 | 14.692 | 12.976* |

Напомена:* Према процени националне статистичке службе. 
Према подацима са пописа из 2010. на подручју рејона постоје укупно 334 насељена места (од којих је њих 89 било без становништва) међусобно подељених у 5 трећестепених општина (једну градску и четири сеоске). Једино градско насеље у рејону је варошица Дедовичи, административни центар рејона у којем живи око две трећине укупне рејонске популације.